# Télé Côte d'Ivoire
Télévision Côte d'Ivoire (TCI) était une chaîne de télévision nationale ivoirienne. Elle fut créée lors de la crise post-électorale de 2011 pour donner des informations du camp d'Alassane Ouattara et pour contrer la RTI, alors devenue un outil de propagande du camp de Laurent Gbagbo. Elle a cessé d'émettre après la fin du conflit, la RTI reprenant son service normal.